# Rokometni klub Trebnje
Maillots
Dernière mise à jour : 02/09/2024.
Le Rokometni klub Trimo Trebnje est un club de handball, situé à Trebnje en Slovénie, évoluant en championnat de Slovénie.

## Histoire
Le Rokometni klub Trebnje est fondé le 17 juin 1983 à la suite de la construction d'une salle de sport dans l'école primaire de Trebnje.
Le club monte en Championnat de Slovénie à l'issue de la saison 1994-1995.
En 1997, la ville de Trebnje devient le sponsor principal du club, ce qui aura un impact positif sur les performances du club puisque le club termine troisième lors de la saison 1997-1998 synonyme d'un ticket européen la saison suivante. La première campagne européenne s'achève en huitièmes de finale de la Coupe des Villes (C4) puisqu'après s'être défait des Néerlandais du V&L Handbal Geleen en seizième de finale, Trebnje est éliminé par les Allemands du SG Flensburg-Handewitt.
Lors de la saison 1999-2000, le club réussit à aller jusqu'en quart de finale de cette même compétition, battu par le club serbo-monténégrin du RK Sintelon.
En 2000, Trimo, une société internationale d'exploitation pour l'acier et d'architecture devient le sponsor principal du RK Trebnje, rebaptisé RK Trimo Trebnje.
Lors de la saison 2000-2001, le club participe à sa première Coupe de l'EHF (C3) et est éliminé par les Allemands du TBV Lemgo. Les deux saisons suivantes, le RK Trimo Trebnje participe à nouveau à la Coupe de l'EHF (C3) : le club est éliminé respectivement au deuxième tour en 2001-2002 et en huitième de finale en 2002-2003.
Par la suite, le RK Trimo Trebnje participe à la Coupe des coupes lors des saisons 2007-2008 et 2008-2009 où il est éliminé au deuxième tour lors de ces deux saisons.
C'est depuis 2020 que le club obtient ses meilleurs résultats, étant vice-champion de Slovénie en 2021, 2022, 2024 et remportant la Coupe de Slovénie en 2024.

## Palmarès
- Championnat de Slovénie
  - Vice-champion : 2021, 2022, 2024
  - Troisième : 1997, 1998, 1999, 2009, 2020, 2023
- Coupe de Slovénie
  - Vainqueur (1) : 2024

## Effectif 2020-2021
L'effectif est :

## Personnalités liées au club
Parmi les personnalités liées au club, on trouve :
- Klemen Cehte : joueur de 2007 à 2009
- Darko Cingesar : joueur depuis 2020
- Klemen Ferlin (en) : joueur de 2006 à 2014
- Jan Jurečič : joueur depuis 2022
- Urban Lesjak (en) : joueur depuis 2024
- Željko Musa : joueur de 2007 à 2010
- Rolando Pušnik (en)
- Gorazd Škof : joueur de 1999 à 2003
- Sebastian Skube : joueur jusqu'en 2010 (formé au club)
- Staš Skube : joueur de 2006 à 2013 (formé au club)
- Miha Zarabec : joueur de 2008 à 2012
- Uroš Zorman : entraîneur depuis 2020
- Luka Žvižej : joueur de 1999 à 2010

## Infrastructure
Les matchs du RK Trimo Trebnje se déroulent au Dvorana OŠ Trebnje.